# 3. Kongres Stanów Zjednoczonych
3. Kongres Stanów Zjednoczonych – trzecia kadencja amerykańskiej federalnej władzy ustawodawczej trwająca od 4 marca 1793 roku do 3 marca 1795 roku. W skład Kongresu Stanów Zjednoczonych wchodzą dwie izby: Senat Stanów Zjednoczonych oraz Izba Reprezentantów Stanów Zjednoczonych.

## Posiedzenia
Podczas 3. Kongresu Stanów Zjednoczonych poza jednym specjalnym, jednodniowym posiedzeniem 4 marca 1793 roku miały miejsce dwa zwykłe posiedzenia. Wszystkie odbyły się w Filadelfii.
- Specjalne jednodniowe posiedzenie miało miejsce 4 marca 1793 roku.
- Pierwsze posiedzenie trwało od 2 grudnia 1793 roku do 9 czerwca 1794 roku.
- Drugie posiedzenie trwało od 3 listopada 1794 roku do 3 marca 1795 roku.

## Senat Stanów Zjednoczonych
Podczas tej kadencji do Senatu wybierano senatorów 2. klasy. Senatorzy 3. klasy byli wybrani wcześniej w wyborach do 1. kadencji Kongresu, zaś senatorzy 1. klasy w wyborach do 2. kadencji Kongresu.
Przewodniczącym pro tempore Senatu został pierwotnie wybrany Ralph Izard reprezentujący stan Karolina Południowa, a po jego ustąpieniu na tym stanowisku zastąpił go Henry Tazewell reprezentujący stan Wirginia.

### Skład Senatu
| Stan                | Klasa | Senator                 | Uwagi                                                                  |
| ------------------- | ----- | ----------------------- | ---------------------------------------------------------------------- |
| Connecticut         | 1     | Oliver Ellsworth        |                                                                        |
| Connecticut         | 3     | Roger Sherman           | Zmarł 23 lipca 1793 roku.                                              |
| Connecticut         | 3     | Stephen Mix Mitchell    | Objął urząd 2 grudnia 1793 roku.                                       |
| Delaware            | 1     | George Read             | Zrezygnował 18 września 1793 roku.                                     |
| Delaware            | 1     | Nieobsadzone            | Od 18 września 1793 roku do 7 lutego 1795 roku.                        |
| Delaware            | 1     | Henry Latimer           | Objął urząd 28 lutego 1795 roku.                                       |
| Delaware            | 2     | John Vining             |                                                                        |
| Georgia             | 2     | James Jackson           |                                                                        |
| Georgia             | 3     | James Gunn              |                                                                        |
| Karolina Południowa | 2     | Pierce Butler           |                                                                        |
| Karolina Południowa | 3     | Ralph Izard             |                                                                        |
| Kentucky            | 2     | John Brown              |                                                                        |
| Kentucky            | 3     | John Edwards            |                                                                        |
| Karolina Północna   | 2     | Alexander Martin        |                                                                        |
| Karolina Północna   | 3     | Benjamin Hawkins        |                                                                        |
| Maryland            | 1     | Richard Potts           |                                                                        |
| Maryland            | 3     | John Henry              |                                                                        |
| Massachusetts       | 1     | George Cabot            |                                                                        |
| Massachusetts       | 2     | Caleb Strong            |                                                                        |
| New Hampshire       | 2     | Samuel Livermore        |                                                                        |
| New Hampshire       | 3     | John Langdon            |                                                                        |
| New Jersey          | 1     | John Rutherfurd         |                                                                        |
| New Jersey          | 2     | Frederick Frelinghuysen |                                                                        |
| Nowy Jork           | 1     | Aaron Burr              |                                                                        |
| Nowy Jork           | 3     | Rufus King              |                                                                        |
| Pensylwania         | 1     | Albert Gallatin         | Objął urząd 2 grudnia 1793 roku i sprawował go do 28 lutego 1794 roku. |
| Pensylwania         | 1     | James Ross              | Objął urząd 24 kwietnia 1794 roku.                                     |
| Pensylwania         | 3     | Robert Morris           |                                                                        |
| Rhode Island        | 1     | Theodore Foster         |                                                                        |
| Rhode Island        | 2     | William Bradford        |                                                                        |
| Vermont             | 1     | Moses Robinson          |                                                                        |
| Vermont             | 3     | Stephen Row Bradley     |                                                                        |
| Wirginia            | 1     | James Monroe            | Zrezygnował 27 maja 1794 roku.                                         |
| Wirginia            | 1     | Stevens Thomson Mason   | Objął urząd 8 czerwca 1795 roku.                                       |
| Wirginia            | 2     | John Taylor             | Zrezygnował 11 maja 1794 roku.                                         |
| Wirginia            | 2     | Henry Tazewell          | Objął urząd 29 grudnia 1794 roku.                                      |

## Izba Reprezentantów Stanów Zjednoczonych
Spikerem Izby Reprezentantów 2 grudnia 1793 roku wybrano Fredericka Augustusa Conrada Muhlenberga reprezentującego stan Pensylwania.